# Церковь Святого Николая Орфаноса

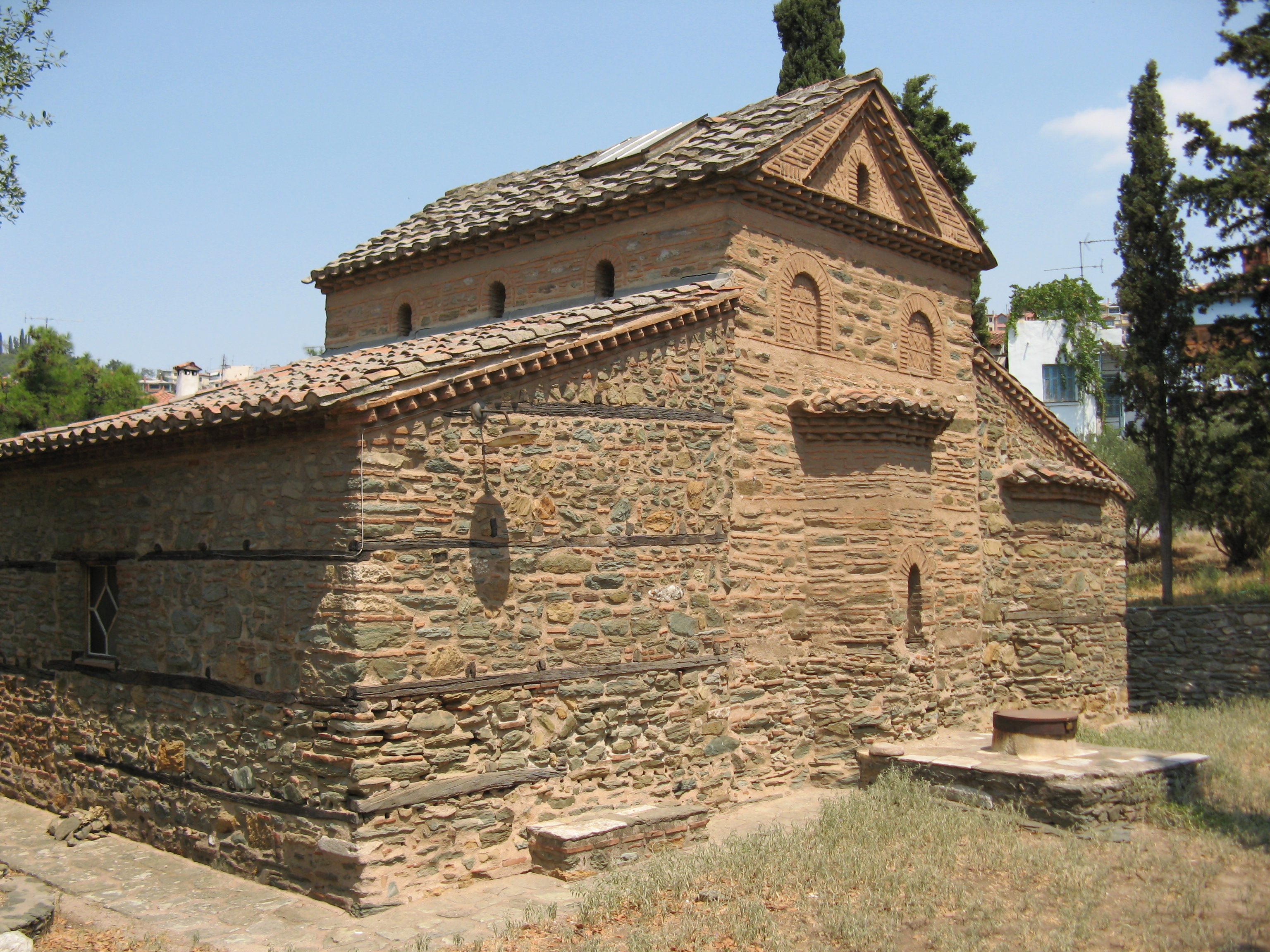
Церковь Святого Николая Орфаноса

Церковь Святого Николая Орфаноса (греч. Άγιος Νικόλαος Ορφανός) — соборный храм монастыря Влатадон, посвящённый Николаю Чудотворцу, в городе Салоники. В 1988 году в составе раннехристианских и византийских памятников Салоник включена в перечень объектов Всемирного наследия.

## История создания

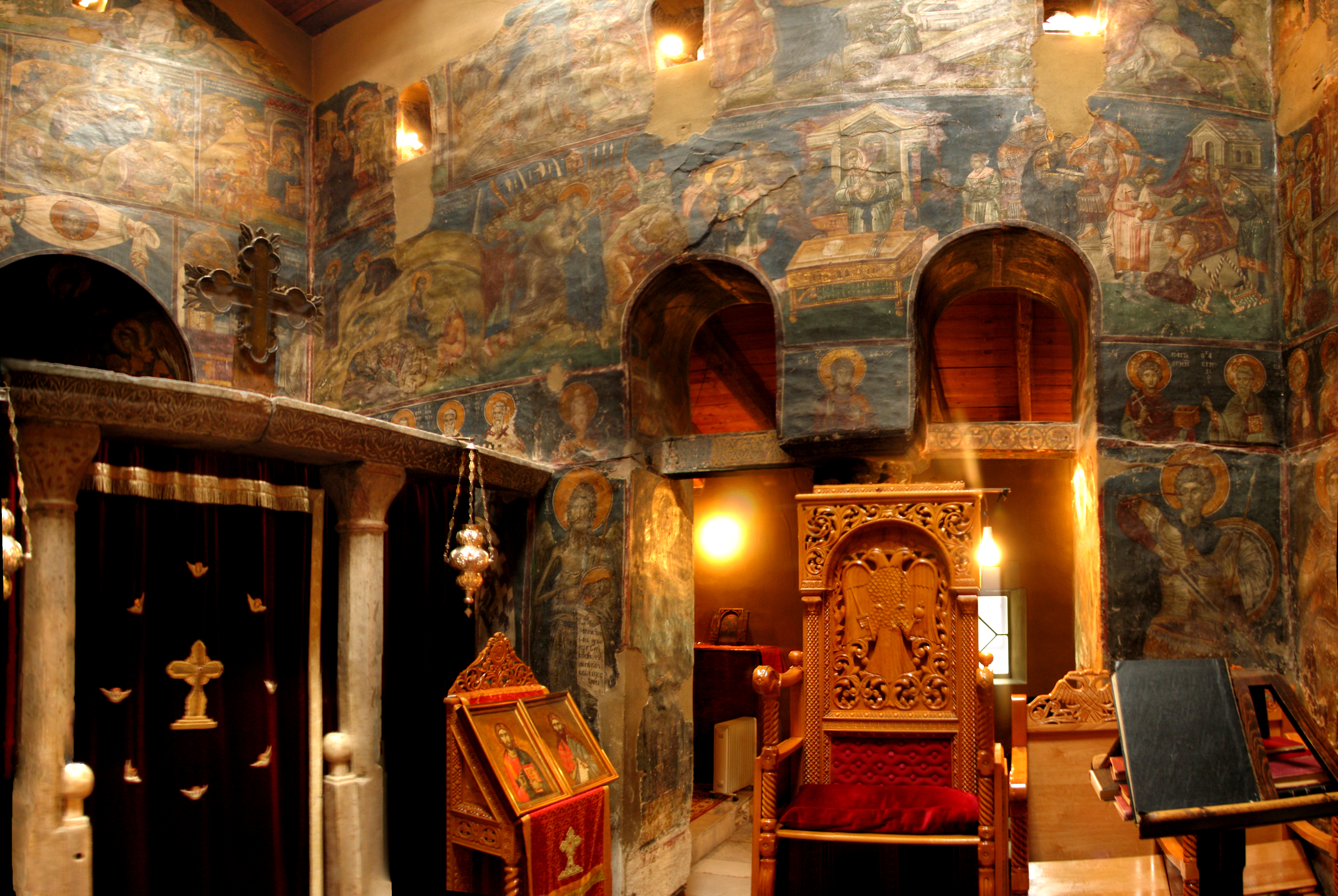
Интерьер церкви

Постройка церкви из-за особенностей архитектурного стиля относится к началу XIV века (вероятно 1310—1320 годы). Церковь всегда принадлежала христианам и в период турецкого завоевания не была обращена в мечеть, что и обеспечило хорошую сохранность её фресок. В XVII веке она стала подворьем монастыря Влатадов (об этом в 1648 году в своём письме свидетельствует константинопольский патриарх Иоанникий II) и принадлежит ему по настоящее время.
Своеобразные фольклорные мотивы фресок убедительно подтверждают тесную духовную связь храма с королём Сербии могущественной династии Неманичей Стефаном Урошем Милутиным (1253—1321), иждивением которого украсили Свято-Никольскую церковь. Однотипные иконографические евангельские сюжеты появляются в XIV веке в храмах Сербии.

## Архитектурные особенности

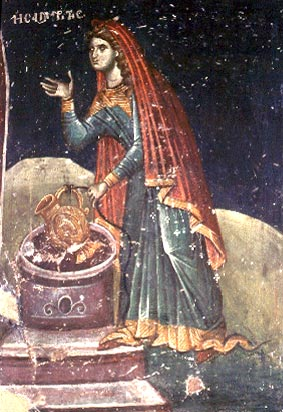
Фреска «Самарянка у колодца»

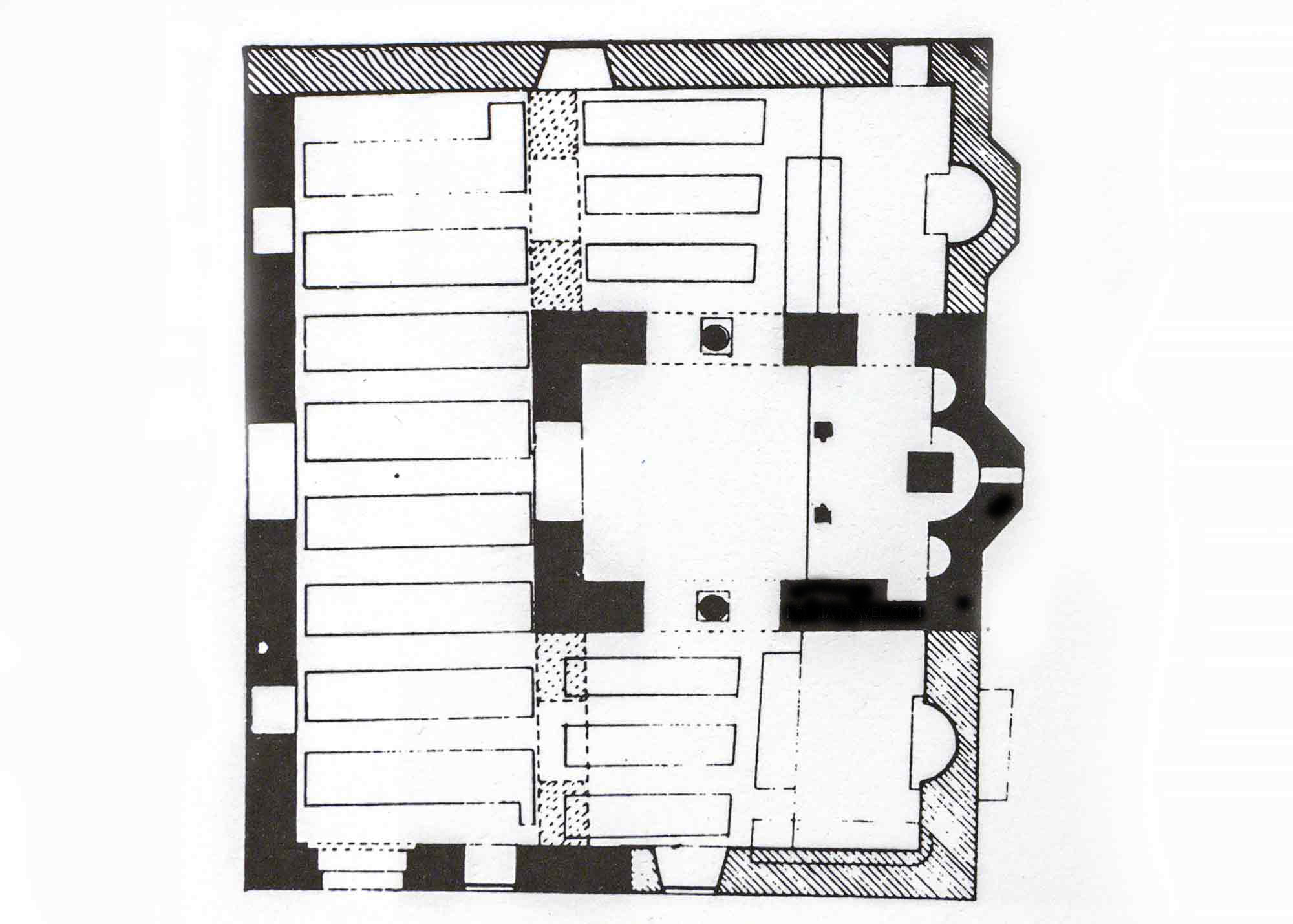
План-схема церкви Святого Николая Орфаноса

Первоначально церковь состояла из трех равных частей, имеющих с запада общий неф, то есть имела форму трехскатной базилики. В настоящее время церковь состоит из продолговатого помещения, окружённого с трех сторон (кроме восточной) П-образной галереей, которая на восточной стороне образует два придела, один из которых выполняет функции диаконника.

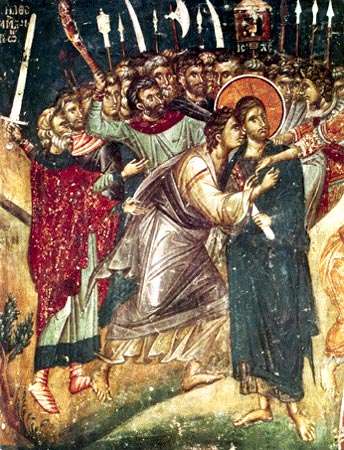
Фреска «Поцелуй Иуды»

## Внутреннее убранство
Из архитектурных украшений в церкви имеются капители, заимствованные из более ранней постройки, и относящиеся к эпохе императора Феодосия. Они украшены двумя рядами зубчатых листьев, окрашенных в разные цвета, которые сохранились до настоящего времени. В церкви установлен мраморный иконостас, сохранившийся практически неповреждённым.
Наибольший интерес представляют фрески первой половины XIV века, являющиеся одним из значительных образцов византийского искусства эпохи Палеологов. Фресками расписана практически полностью вся внутренняя часть этой небольшой церкви. Они располагаются рядами по стенам: нижний ряд занимают образы святых, а выше их ряд крупных композиций со сценами двунадесятых праздников (заключены каждая в красную рамку), Страстей Христовых, жития святителя Николая, Герасима Иорданского (первый из известных житийный цикл святого) и другие.